# Kay Matysik
Kay Matysik (Berlim, 18 de junho de 1980) é um ex-voleibolista indoor e jogador de vôlei de praia alemão medalhista  de bronze no Campeonato Mundial de 2013 na Polonia.

## Carreira
Em 2009 passa a formar dupla com Jonathan Erdmann e no ano de 2012 disputou os Jogos Olímpicos de Verão de Londres obtendo o nono lugar e em 2013 conquistaram a medalha de broze no Mundial realizado em Stare Jabłonki e a parceria terminou em 2016.